# Carlos Esteban Cremata
Carlos Esteban Cremata (* 11. Juli 1923 in Lanús; † 2. März 1985 in Santo Tomé) war ein argentinischer römisch-katholischer Geistlicher und Bischof von Santo Tomé.

## Leben
Carlos Esteban Cremata empfing am 20. Dezember 1947 das Sakrament der Priesterweihe.
Am 3. Juli 1979 ernannte ihn Papst Johannes Paul II. zum ersten Bischof von Santo Tomé. Der Erzbischof von Corrientes, Jorge Manuel López, spendete ihm am 6. Oktober desselben Jahres in der Kathedrale Inmaculada Concepción in Santo Tomé die Bischofsweihe; Mitkonsekratoren waren der Erzbischof von La Plata, Antonio José Plaza, und der Weihbischof in La Plata, Octavio Nicolás Derisi. Sein Wahlspruch Omnia omnibus („Allen alles“) stammt aus 1 Kor 9,22 .